# یواس‌اس باست (ای‌پی‌دی-۷۳)
یواس‌اس باست (ای‌پی‌دی-۷۳) (به انگلیسی: USS Bassett (APD-73)) یک کشتی بود که طول آن ۳۰۶ فوت (۹۳ متر) بود. این کشتی در سال ۱۹۴۴ ساخته شد.